# Castillo de Sturefors

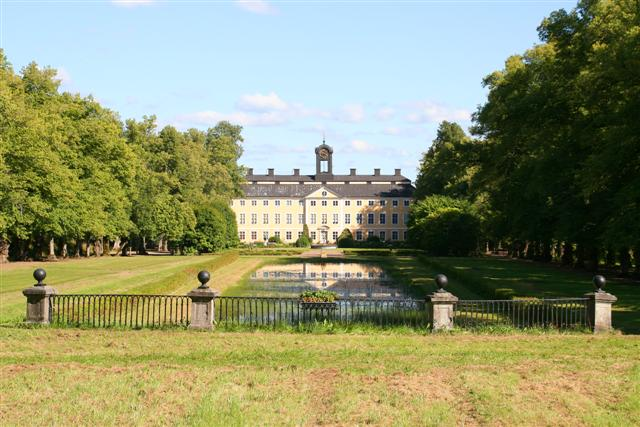
Castillo de Sturefors

El Castillo de Sturefors se sitúa a las afueras de Linköping, a orillas del lago Ärlången, en la provincia de Östergötland, Suecia. Es propiedad del Conde Bielke y no está abierto al público.
El primer castillo fue construido por el noble riksråd Ture Bielke (1548-1600) en el siglo XVI. Solo el ala norte permanece de ese edificio. El actual castillo fue construido en 1704 por Carl Piper como dote para su esposa Christina Piper. Fue diseñado por Nicodemus Tessin el Joven. Tras la muerte de Christina Piper en 1752, fue heredado por su nieto Nils Adam Bielke, y desde entonces pertenece a la familia Bielke.